# Ramaria petersenii
Ramaria petersenii är en svampart som beskrevs av K.S. Thind & Sharda 1984. Ramaria petersenii ingår i släktet Ramaria och familjen Gomphaceae.   Inga underarter finns listade i Catalogue of Life.